# Cantó de Tolosa-7
El cantó de Tolosa-7 és un cantó francès del departament de l'Alta Garona, a la regió d'Occitània. Està inclòs al districte de Tolosa, està format només per la part del municipi que és cap de la prefectura, Tolosa de Llenguadoc.

## Barris
- Amorós
- Colomna Marengo
- Jolimont
- La Glòria
- La Juncassa
- La Rosariá
- Louis Plana
- Sopatard